# Apeadeiro de Alpedrinha
O Apeadeiro de Alpedrinha é uma interface da Linha da Beira Baixa, que serve a localidade de Alpedrinha, no Distrito de Castelo Branco, em Portugal.

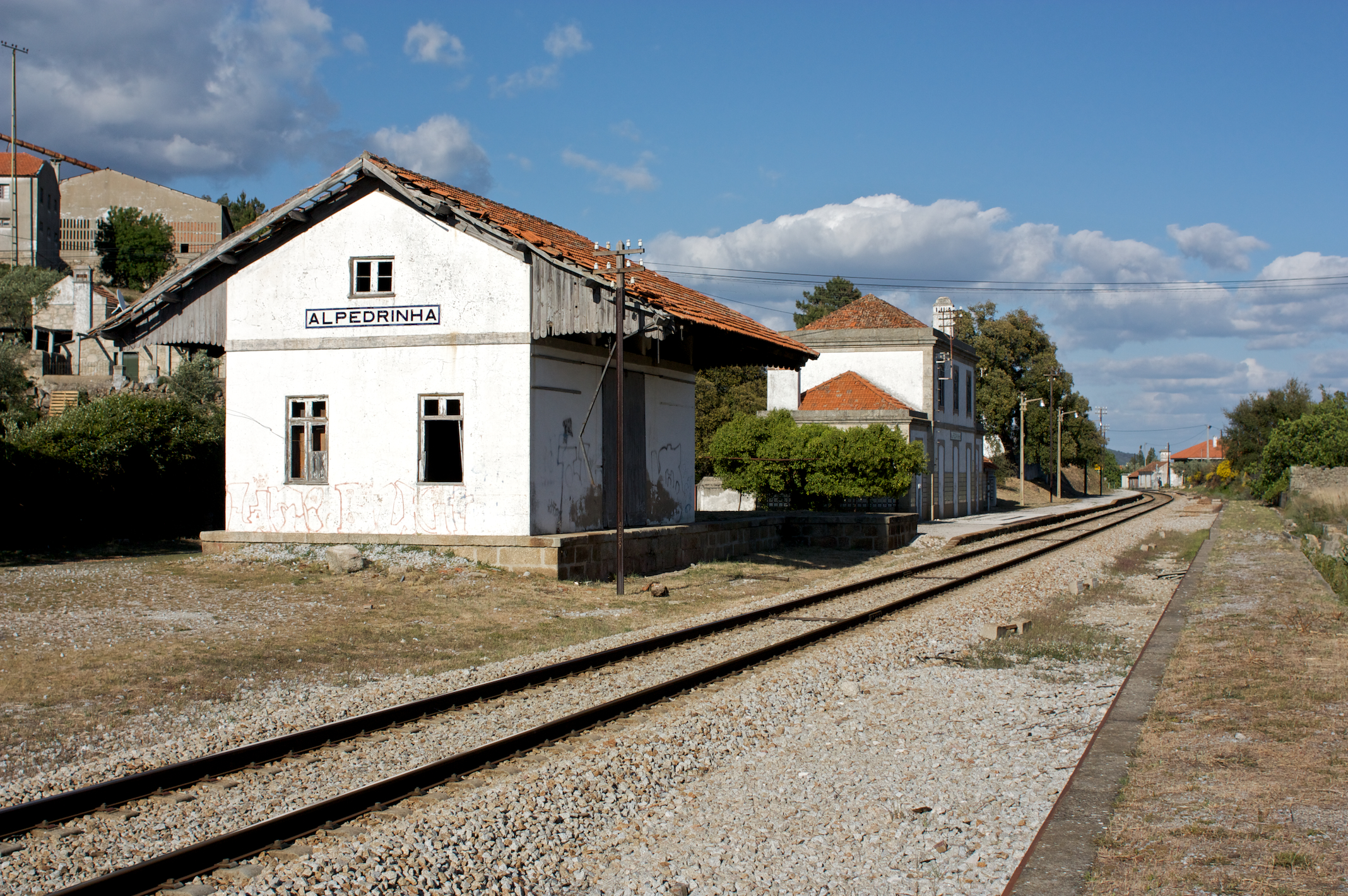
Armazém e, em segundo plano, edifício de passageiros e plataforma do apeadeiro de Alpedrinha, em 2009.

## Descrição

### Localização e acessos
Esta interface tem acesso pela Rua da Estação (aqui coincidente com o CM1079), junto à localidade de Alpedrinha, de cujo centro (Cardeal) dista pouco mais de meio quilómetro.
A Linha da Beira Baixa constitui o limite da Paisagem Protegida Regional da Serra da Gardunha entre os seus PK 127+5 e PK 139+3, incluindo o local desta interface.

### Infraestrutura
Como apeadeiro em linha em via única, esta interface tem uma só plataforma, que tem 150 m de comprimento e 685 mm de altura. O edifício de passageiros situa-se do lado norte da via (lado esquerdo do sentido ascendente, para Guarda).

### Serviços
Em dados de 2023, esta interface é servida por comboios de passageiros da C.P. de tipo regional, com quatro circulações diárias em cada sentido entre Castelo Branco ou Entroncamento ou Lisboa - Santa Apolónia e Guarda ou Covilhã.

## História

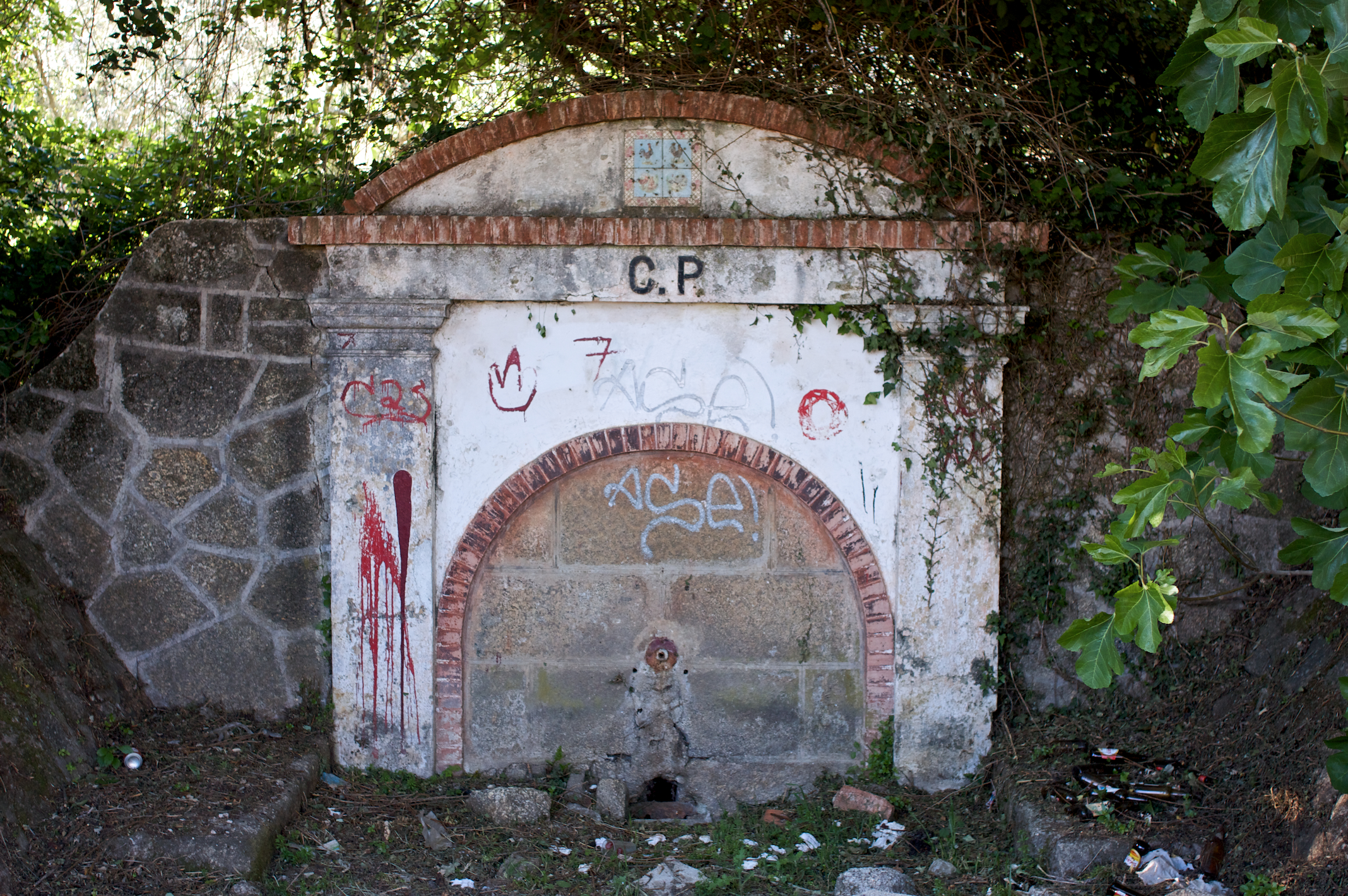
Fonte do apeadeiro de Alpedrinha, já seca em 2009.

Este apeadeiro está situado no lanço entre Abrantes e Covilhã da Linha da Beira Baixa, que foi aberto à circulação em 6 de Setembro de 1891, pela Companhia Real dos Caminhos de Ferro Portugueses. Fez parte da linha desde o princípio, contando originalmente com a categoria de estação. Para a inauguração, a Companhia Real organizou comboios especiais de Abrantes até à Covilhã e Castelo Branco nos dias 5 e 6 de Setembro, que tiveram paragem na Alpedrinha, cuja gare foi decorada para este evento.
Alpedrinha manteve a classificação de estação até pelo menos 1985, tendo sido despromovida a apeadeiro antes de 1988.

A 18 de Junho de 2025, um acidente rodoferroviário aconteceu junto ao apeadeiro, quando um comboio Intercidades embateu num camião na passagem de nível perto do apeadeiro, provocando um incêndio.

## Observações
1. ↑  Não confundir com a Estrada da Estação, na freguesia contígua, que serve a vizinha estação de Vale de Prazeres.